# 郭英乂
郭英乂（？—765年），瓜州常乐人。陇右节度使、左羽林军将军郭知运第五子。安史之乱后掌管禁军，唐代宗时任剑南节度使，在成都横行不法，无所忌惮。因屡次抑压西山兵马使崔旰，崔旰出兵攻打成都，郭英乂军法严苛，部下皆叛，反攻英乂。他逃至简州，被普州刺史韩澄所杀，妻儿也被崔旰屠灭。

## 家世
曾祖郭才，朝议郎、行瓜州常乐县令，祖父郭师，朝散大夫、赠伊州刺史。父郭知运，冠军大将军、左武卫大将军、陇右经略节度大使、兼鸿胪卿、摄御史中丞、赠凉州都督、太原郡公。

## 生平
郭英乂少以父业，习知武艺，策名河西、陇右之间，以军功累迁诸卫员外将军。至德初年（756年），唐肃宗在灵武即位，郭英乂以将门之子特见任用，迁陇右节度使、兼御史中丞。同年十二月，唐朝收复两京，郭英乂被征召到京师长安，掌管禁兵。迁羽林军大将军，加特进。后以家艰去职。 
唐朝廷要讨伐史思明，选任将帅，起复郭英乂为陕州刺史，充陕西节度、潼关防御等使，寻加御史大夫，兼神策军节度。
宝应元年（762年），唐代宗即位，加检校户部尚书、兼御史大夫。十月，天下兵马元帅雍王李适在陕州统领诸军攻打被占领的洛阳，留郭英乂、鱼朝恩在陕州殿后。洛阳平定，郭英乂权任东都留守。他到洛阳后，不能禁止暴乱，纵容麾下兵马与朔方军、回纥胡人大掠都城，波及郑、汝等州，生灵涂炭。广德元年（763年），郭英乂策勋加实封二百户，征拜尚书右仆射，封定襄郡王。他恃富而骄，在京城大起甲第，穷极奢靡。与宰臣元载交结，以巩固其权。
永泰元年（765年）四月，剑南节度使严武去世，元载以郭英乂继任，兼成都尹，充剑南节度使。他到任后，横行不法，无所忌惮。唐玄宗幸蜀时的旧宫，被置为道士观，内有玄宗的铸金真容及乘舆侍卫图画。此前每任剑南节度使，都要先来拜恩而后视事。郭英乂却见道观风景优美，就将道观霸占为府第，其真容图画，悉遭毁坏。见者无不愤怒，但因其军政苛酷，无人敢发言。又颇恣狂荡，聚集女人骑驴击球，制作钿驴鞍和球服用具，皆侈靡装饰，日费数万，以为笑乐。他从未管过百姓的事情，人们对他很不满。
起初严武死后，由西川行军司马杜济权知军府事。时郭英乂之弟郭英幹在节度府任都知兵马使，郭嘉琳为都虞候，让郭英乂来任节度使。西山都知兵马使崔旰（后代宗赐名崔宁）等人想立大将王崇俊为节度使。两封奏章同时到达京师，而郭英乂得到元载之助，已经被定为剑南节度使。郭英乂到任后，寻找借口杀了王崇俊，又召崔旰到成都述职，想要将他杀害。剑南军中的粮饷赏赐被郭英乂削减，人人怨怒，就暗中通知崔旰，崔旰大为惊恐，假托要防备吐蕃，不去成都。郭英乂大怒，就声称出兵帮崔旰讨伐吐蕃，实际则是要偷袭崔旰。又将崔旰在汉州的家属迁到成都，霸占了崔旰的妾媵。崔旰知道后，收缩兵力进入深山。郭英乂领军去找崔旰之时，天气极为寒冷，雪深数尺，兵马冻死者数百人，军心不稳。崔旰于是出兵接战，郭英乂军大败而还，将卒多数逃散，回成都收拢余兵只剩千人。
765年闰十月，崔旰乘郭英乂兵败之际，自西山率麾下五千余人攻打成都，郭英乂出兵于城西门，令柏茂琳为前军，郭英幹为左军，郭嘉琳为后军，与崔旰大战。柏茂琳等军累败，军人多投降崔旰。崔旰令降将统兵与英乂转战，大败之。崔兵进入成都子城，郭英乂单骑逃奔简州，为普州刺史韩澄所杀。与此同时，邛、剑各地起兵相攻，剑南大乱。

## 延伸阅读
[在维基数据编辑]
 《舊唐書·卷117》，出自刘昫《舊唐書》